# Publio Rutilio Rufo
Publio Rutilio Rufo (in latino Publius Rutilius Rufus; Roma, 154 a.C. – Smirne, post 78 a.C.) è stato un militare, politico e storico romano del II secolo a.C..

## Biografia
Cominciò la sua carriera militare nel 134 a.C., al seguito di Scipione Africano minore, nella guerra in Spagna. In seguito, nel 109 a.C., Rufo fu legato di Quinto Cecilio Metello Numidico, proprio nel corso della guerra contro Giugurta, durante la quale, fra i sottoposti di Metello, vi era anche Gaio Mario.

Si distinse nella battaglia del Muthul, nel corso della quale fronteggiò un attacco di Bomilcare e organizzò la cattura o il ferimento della maggior parte degli elefanti da guerra numidici. Nel 105 a.C. venne eletto console anziano, avendo come collega Gneo Mallio Massimo, il quale arrivò secondo all'elezione. Le sue iniziative principali riguardarono la disciplina militare e l'introduzione di un migliore sistema di addestramento delle truppe.
In seguito servì come Legato di Quinto Mucio Scevola, governatore della provincia d'Asia.

Aiutando il suo superiore nei suoi sforzi di proteggere i provinciali dalle malversazioni dei pubblicani, Rufo si guadagnò l'inimicizia dell'ordine equestre, al quale i pubblicani appunto appartenevano. Nel 92 a.C. venne citato in giudizio con la grave accusa di estorsione ai danni di quegli stessi provinciali che lui aveva fatto tutto il possibile per proteggere. L'accusa era sfacciatamente falsa ma, poiché le giurie della quaestio de repetundis (il tribunale preposto al giudizio dei governatori e amministratori provinciali accusati di ruberie) a quel tempo erano scelte fra i cavalieri, la sua condanna era cosa certa, a causa del risentimento che essi provavano per lui.
Rufo fu difeso da suo nipote Gaio Aurelio Cotta e accettò il verdetto con la rassegnazione che si addiceva a uno stoico e allievo di Panezio quale era lui.
Egli si ritirò a vita privata dapprima a Mitilene e poi a Smirne, dove trascorse il resto della sua vita (forse un atto di sfida nei confronti dei suoi persecutori: egli fu infatti accolto con tutti gli onori nella medesima città nella quale, secondo i suoi accusatori, si era comportato da funzionario corrotto), e dove Cicerone lo incontrò non più tardi del 78 a.C.

Sebbene invitato da Lucio Cornelio Silla a fare ritorno a Roma, Rufo declinò l'invito.
Durante il suo soggiorno a Smirne, Rufo scrisse la propria autobiografia e una storia di Roma in lingua greca. Rufo aveva infatti  una profonda conoscenza della letteratura greca ma anche del diritto, e scrisse dei trattati giuridici, dei quali alcuni frammenti sono citati nel Digesto.